# Річард Швейкер
Річард Шульц Швейкер (англ. Richard Schultz Schweiker; нар. 1 червня 1926, Норрістаун, Пенсільванія — пом. 31 липня 2015, Помона, Нью-Джерсі) — американський політик республіканець.

## Біографія
Він служив у ВМС США під час Другої світової війни. У 1950 році Швейкер отримав ступінь бакалавра в Університеті штату Пенсільванія. Потім він швидко просунувся у діловому світі і став виконавчим директором американської Olean Tile Company.
Швейкер був членом Палати представників Конгресу США з 1961 по 1969 і членом Сенату США від штату Пенсільванія з 1969 по 1981 роки.
Під час праймеріз Республіканської партії для президентських виборів у 1976 році, Рональд Рейган обіцяв, що Швейкер буде його напарником, якщо він стане кандидатом у президенти від республіканців. Діючий президент Джеральд Форд переміг на праймеріз, але потім програв президентські вибори разом з кандидатом у віце-президенти Бобом Доулом.
Швейкер обіймав посаду міністра охорони здоров'я Америки при президенті Рейгані з 1981 по 1983 роки.